# Сонячне (Миколаївський район)
Сонячне (до 2016 року — Жовтень) — село в Україні, у Чорноморській сільській громаді Миколаївського району Миколаївської області. Населення становить 185 осіб. Колишній орган місцевого самоврядування — Кам'янська сільська рада.

## Населення

### Мова
Розподіл населення за рідною мовою за даними перепису 2001 року:
| Мова       | Кількість | Відсоток |
| ---------- | --------- | -------- |
| українська | 174       | 94.05%   |
| румунська  | 6         | 3.24%    |
| російська  | 5         | 2.71%    |
| Усього     | 185       | 100%     |